# 麻原美子
麻原 美子（あさはら よしこ、1932年(昭和7年)1月14日 - ）は、日本の国文学者、日本女子大学名誉教授。
神奈川県生まれ。1954年日本女子大学文学部国文科卒、1966年東京教育大学大学院文学研究科日本文学博士課程満期退学。1982年「幸若舞曲考」で筑波大学文学博士。1966年日本女子大学専任講師、助教授、教授、2000年定年退職、名誉教授、聖徳大学教授。中世文学専攻。

## 著書
- 『幸若舞曲考』新典社研究叢書、1980
- 『平家物語世界の創成』勉誠出版、2014年

### 共編
- 『日本の文学とことば 日本文学はいかに生まれいかに読まれたか』編集委員代表 東京堂出版、1998
- 『長門本平家物語の総合研究』犬井善壽、名波弘彰共編 勉誠社、1998-2000

### 校訂など
- 『平家物語 屋代本・高野本対照』春田宣、松尾葦江共編 新典社、1990-1993
- 『新日本古典文学大系 舞の本』北原保雄共校注 岩波書店、1994
- 『長門本平家物語』小井土守敏、佐藤智広共編 勉誠出版、2004-06
- 『長門本平家物語自立語索引』小川栄一、大倉浩、佐藤智広、小井土守敏共編 勉誠出版、2009
- 『平家物語長門本延慶本対照本文』小川栄一、大倉浩、佐藤智広共編 勉誠出版、2011